# Camburg (Adelsgeschlecht)

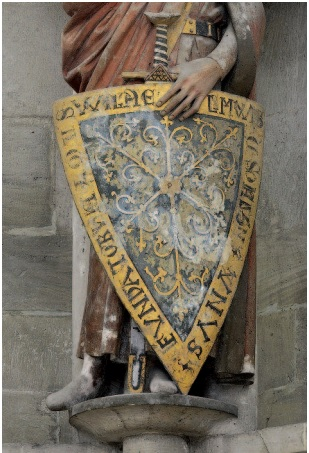
Schild des Domstifters Graf Wilhelm von Camburg im Naumburger Dom

Den Namen von Camburg führten mehrere Adelsgeschlechter.

## Geschichte

### Grafen von Camburg
Die Grafen von Camburg waren ursprünglich von Karl dem Großen als Burggrafen für die Burg Camburg zur Bewachung des Limes Sorabicus angestellte Vasallen, die ab dem Sieg Heinrichs I. über die Ungarn im Jahr 933 in der Schlacht bei Riade den Burgwart Camburg als Grafschaft Camburg zur Verwaltungseinheit umwandelten.

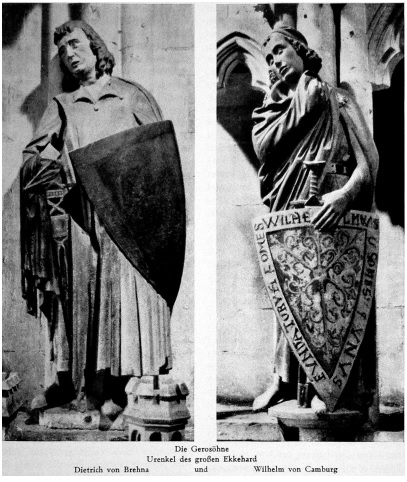
Die Brüder Graf Dietrich v. Brehna u. Graf Wilhelm v. Camburg als Stifterfiguren im Naumburger Dom, 1950

Von Camburg hörte man zuerst, als eine Nebenlinie der Wettiner, die früh von ihrer Stammburg die Saale aufwärts gedrungen waren, hier ihren Sitz hatte:
Gero (* um 1020; † 1089), Marggraf zu Eulenburg, Burggraf zu Sorbeck, Graf zu Wethin / Brene und Camburg war laut „Lucae, Friedrich: Des Heil. Römischen Reichs Uhr-alter Graffen-Saal“ der erste Graf von Camburg, auch wenn anderweitig sein zweiter Sohn Wilhelm († 1116) als erster Graf von Camburg („comes Wilhelmus de Kaemurch“) genannt wird.
Nach dem Tode Wilhelms starb die Linie Camburg aus; die Grafschaft fiel an Markgraf Konrad von Meißen zurück.

### Edle von Camburg
1133–56 erscheint in den Urkunden ein Luof von Kamburg und war in dieser Zeit wohl Inhaber von Schloss Kirchberg. In einer Urkunde von 1196 wird erwähnt, dass dieser Luof von Kamberg einst die Weinberge um Kamburg, Jena, Kirchberg und Eisenberg angelegt habe.
In der Urkunde vom 13. Mai 1147 des Bischofs Udo von Naumburg zu Zeitz wird Luof von Kamburg ausdrücklich als Sohn des Markgrafen Konrad I. (Meißen) (* um 1098; † 5. Februar 1157) benannt, obwohl Luof sonst nirgends Erwähnung fand.
Laut „Menk. III, 1016“ ergibt sich aus einer Urkunde des Klosters Bürgel aus dem Jahre 1133, dass Rupert von Kamburg ein Bruder des o. g. Luof von Kamburg ist.
Laut „Schriften des Vereins für Sachsen-Meiningsche Geschichte und Landeskunde“ von 1895 treten ein Luof oder Luf (Anm. des Autors: Verstümmelung von Ludolph) der Ältere und Luof bzw. Luf der Jünger von Camburg in einer Urkunde des Jahres 1140 zur Verpflanzung der Klosterbrüder von Schmölln nach Pforta auf.
Urkunden des Klosters Pforta nennen 1145 und 1154 einen Luf von Camburg.
In einer Urkunde vom Jahre 1156 (in Schöttgens "Leben des Markgrafen Conrad 325) kommen als Zeugen vor: Luf von Camburc und sein Sohn gleichen Namens.
Otto der Reiche, Nachfolger Konrads I. als Markgraf von Meißen tritt 1154 und 1156 als Zeuge in zwei Urkunden auf und wird dort Markgraf von Kamburg genannt. Sein Sohn Dietrich III. (Lausitz) nennt in der Stiftungsurkunde des Zisterzienserinnenkloster Eisenberg um´s Jahr 1205 Kamburg „aus unserem Besitz“.
1133–90 erscheinen, besonders in bischl.-naumburgischen Urkunden, die Edlen von Camburg.
Zur Burgmannschaft von Camburg gehörten vermutlich die Ministerialen von Hain-Camburg, die in Hainspitz bei Eisenberg saßen. Sie hatten die Untervogtei über das Kloster Lausnitz inne. Schon Gerhard (1132 bis vor 1185) wird als Ministeriale der Markgrafen bezeichnet, andere Angehörige der Familie sind wahrscheinlich in die Reichsministerialität übergewechselt. Sie werden meistens so bezeichnet und kommen fast stets mit Reichsministerialen vor. Sie besaßen Reichslehen auf dem Jenzig.
1166 wird in einer Urkunde von Markgraf Otto dem Reichen ein Burgvoigt (Castellanum) Heinrich zu Kamburg genannt.
1196 erscheint Henricus de Camburc als Zeuge einer Schenkung Dietrichs des Bedrängten an das Kloster Altzella
Urkunden von 1232 des Klosters Bürgel nennen die Brüder Volradus und Heinricus de Camburg
Urkunden des Klosters Pforta von 1239 benennen Voltmar und Voldemar von Camburg und 1243 einen Volckmar von Camburg

## Grafschaft Camburg

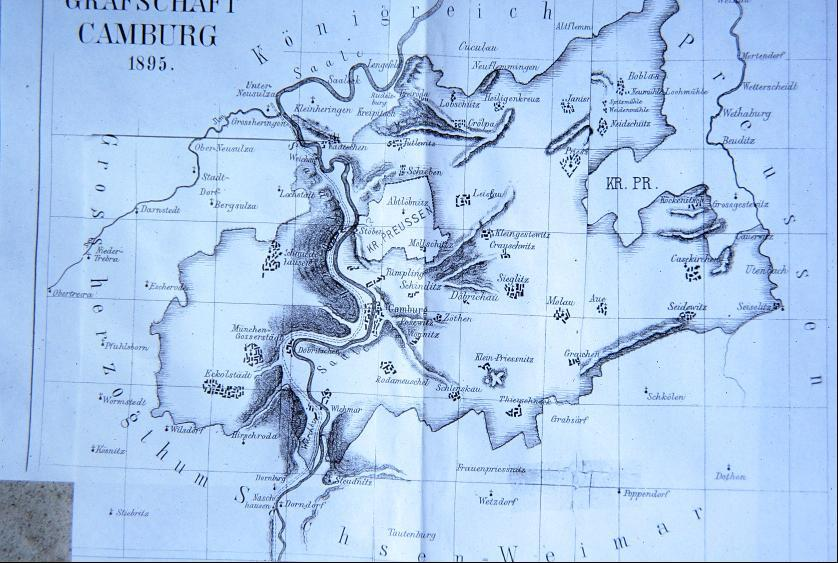

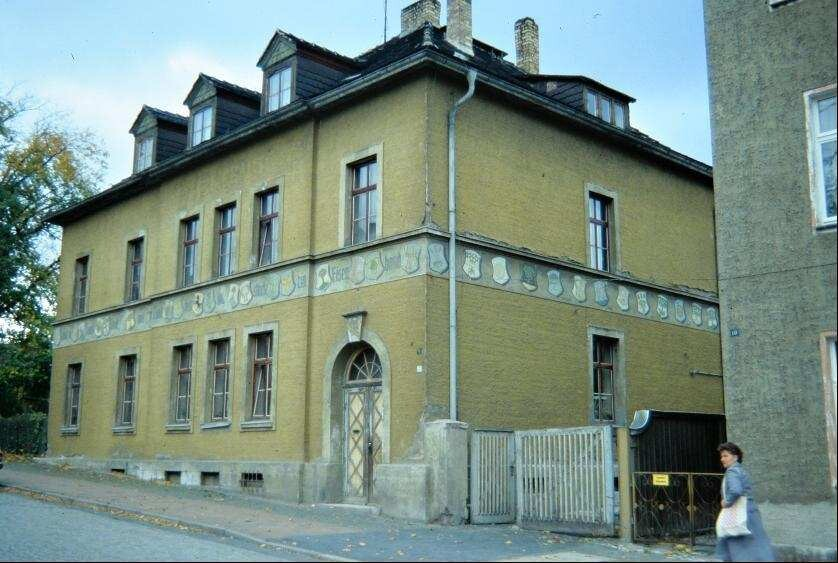
Wappenhaus in Camburg mit Wappen aller Ortschaften der ehemaligen Grafschaft Camburg

## Urkundsnachweise der Grafen (bis 1116) und Edlen (ab 1133) von Camburg
- 1133 Rupertus de Kamburg et Frater eius (sein Bruder) Lut. (wahrscheinlich Lutoldus) Ripertus, Zeugen in der Stiftungsurkunde des Bischofs Udo zum Kloster Bürgel vom Februar 1133 in Naumburg[10]
- 1140 Louf von Camburg als Zeuge in der Urkunde, in der Bischof Udo von Naumburg den von Papst Innocenz bestätigten Wechsel des Nonnenklosters zu Zmuolne nach dem Ort Pforte bekannt gibt.[11]
- 1147 Luof von Camburg Zeuge für Bischof Uto von Naumburg betr. Errichtung eines Nonnenklosters in Zeitz[12]
- 1150 Luf von Camburg als Zeuge einer Streitschlichtung Bischof Wichmanns, den Zehent in Würchwitz betreffend[13]
- 1154 Luph von Kaynburg (Camburg) als Zeuge in einer Urkunde des Bischofs Wichmann zu Naumburg, den Weinbau des Klosters Pforta betreffend[14]
- 1156 Luf von Camburc und sein Sohn gleichen Namens als Zeugen des Eintritts Conrads Markgraf zu Meißen und Lausitz in das Kloster zu St. Peter auf dem Lauterberge und der damit verbundenen Schenkung der Kirche zu Nimek nebst allen Zubehörungen an das Kloster Lauterberg[15]
- 1156 Otto von Camburg, Zeuge für Markgraf Albrecht betr. Kloster Hustorff[16]
- 1196 Heinrich von Camburg, Zeuge für Graf Theoderich von Wicenvels betr. die einst von Luovo von Camburg angelegten Weinberge[17]
- 1198 Heinrich von Camburg als Zeuge für den Burggraf Albert zu Lyznich für eine Schenkung an das Marienkloster zu Eisenberg[18]
- 1198/1199 Heinrich von Camburg, Zeuge des Landtausches von Markgraf Theoderich zu Meißen betr. Kloster Lausnitz[19]
- 1205 Heinrich von Camburg als Zeuge für Berthold, Bischof in Naumburg, wegen Tausch und Zuschlag des Ortes Tribune zum Kloster Pforta[20]
- 1253 Volcmarus de Camburg eignet dem Kloster Laußnitz etliche Hufen Landes[21]

## Hauptmänner des Amtes Camburg
- Michaël Vitzdomb von Eckstädt
- Apel Vitzdomb von Eckstädt
- 1676 Hans Heinrich von Erffa, Amtshauptmann des Amtes Camburg[22]
- 1702 August Gotthelf von Koßeritz, Amtshauptmann des Amtes Camburg[23]

## Persönlichkeiten
- Wilhelm, Graf von Kamburg, war nach Joh. Tylichs Erzählung (in Chron. Misn. ap. Schannat l. c. p. 76) einer von den Stiftern des Klosters zu Naumburg. Er verteidigte mit seinem Bruder die Rechte der Sachsen wider Heinrich IV. und war 1116 verstorben, und Markgraf Konrad, Graf zu Wettin, erbte von ihm. Seine Gemahlin Geva soll nach Angabe des Monach. Gossec. im Kloster Goseck vom bösen Feinde befreit worden sein. S[iehe] Chronic Gossec ap. Hofmann Script. Rer. Lusat. Tom. III. „Coniux Wilhelmi Comitis de Camburch, quae Jene nuncupatur, in crypta nostra Dei genetricis illis clementissime succurente clementia a daemonio juratissime liberatur.“ Siehe Chronik von Goseck bei Hofmann, Scriptores Rerum Lusatiae {Schriftsteller der Lausitz} Bd. III.[24]

## Genealogische Nachrichten
- Wolfgang Hartmann ehemaliger Kreisheimatpfleger und Kreisarchivpfleger im Landkreis Miltenberg am Main geht in seiner Forschungsarbeit zur Geschichte des fränkischen Adelsgeschlechts der Reginbodonen von der Existenz eines „Ekberts von Gleißberg“ aus und sieht in ihm den Vater „Liutolds von Gleißberg“ und Bruder Berthas (der Gründerin des Klosters Bürgel und Gattin des Markgrafen Heinrich von Groitzsch). Diesem Zweig der Reginbodonen ordnet er auch die Edlen von Camburg, die Burggrafen von Kirchberg-Kapellendorf und weitere Familien der Umgebung zu.[25]
- Graf Wilhelm von Camburg (einer der Stifter des Naumburger Doms), Sohn des Grafen Gero von Brehna und der Bertha von Schwarzburg; *1089 +1116[26]
  - „Stammtafel der Fürsten aus dem Hause Wettin, welche über Camburg regiert haben“, Historische Beschreibung der Grafschaft Camburg von C. Hölzer 1876